# Iłoki
Iłoki (lit. Ylakiai) – miasteczko na Litwie, położone w okręgu kłajpedzkim i w rejonie szkudzkim przy granicy z Łotwą. Liczy 1 165 mieszkańców (2001).
Podczas okupacji hitlerowskiej, 28 czerwca 1941 roku Litwini utworzyli getto dla żydowskich mieszkańców. Przebywało w nim około 500 osób. 6 lipca 1941 roku zlikwidowano getto, a Żydów zamordowano na cmentarzu żydowskim. Sprawcami zbrodni były litewskie służby bezpieczeństwa. 